# Annie en Peter
Annie en Peter is een Belgische stripreeks die voor het eerst verscheen in 1971 in Zonneland.
Deze reeks werd getekend door striptekenaar Jean-Pol, hij werkte hiervoor samen met scenaristen K. Haerens en  Eddy Ryssack en tekenaars Eric De Rop en Bédu.

## Albums

### Buiten reeks
- Sommige verhalen, niet in album uitgebracht, verschenen in de jaren '70 in het schooltijdschrift Zonnestraal: Annie en Peter en "Het kale hoofd" (1974), "De zwarte beer" (1974), "De paarse paraplu" (1976), De grijze burcht (1976), "Tegen de spitsbroeders" (1977). Nog uitgegeven in Zonnestraal en niet in albumvorm: “De houten sleutel” (1972), “De blauwe raket” (1974), “Een hondebaan” (1976), “Verboden terrein” (1977) en “Dolfke de dolfijn” (1978). Anderzijds enkele wél in album uitgebracht verschenen eveneens in Zonnestraal (zoals o.a. Het zwarte valiesje en De zwarte jekkers).
- De witte zigeuners / Les faux gitans (reclame uitgave voor Bio-Tex) bij Uitgeverij Kortman (1983). Het verhaal werd al in 1975 getekend. Opvallend zijn de tekstbalonnen met naast elkaar Nederlandse en Franse tekst.
- De Coffeanen (reclame uitgave voor Bruynooghe's / Douwe Egberts koffie) bij Standaard Uitgeverij (1984)